# Helena Lundbäck
Helena Lundbäck, née le 15 mars 1976 à Norrköping, est une cavalière de saut d'obstacles suédoise.

## Palmarès mondial
- 1996 : médaille d'or en individuel aux championnats d'Europe des jeunes cavaliers à Klagenfurt en Allemagne avec Mynta.
- 1997 : médaille d'or en individuel aux championnats d'Europe des jeunes cavaliers à Moorsele en Belgique avec Mynta.
- 2001 : médaille d'argent par équipe aux championnats d'Europe d'Arnhem aux Pays-Bas avec Mynta.
- 2002 : médaille d'argent par équipe et 4e en individuel aux Jeux équestres mondiaux de Jerez de la Frontera en Espagne avec Mynta.